# Vera Lingua
Vera Lingua — український музичний гурт із Києва, який існує з 2010 року. 1 липня 2013 року випустив дебютну платівку Terra Movendi (2013). Восени 2013 року випустив сингл Epicenter (2013). 6 листопада 2014 року випустили другий альбом Sounds of The Earth (2014).

## Історія
Усе почалося у 2010 році, коли Женя, Антон і Діма вирішили скооперуватися і почати перемішувати електроніку в рок-музику. Через пару місяців репетицій, вони зрозуміли, що саме це вони хочуть грати і почали активно працювати над матеріалом. Через пів року вже був напрацьований матеріал для виступів. Навесні 2011 року відбувається перший виступ на сцені «Dvor'а», а потім і в клубі Барви. Восени Діма вирішує відправитися на три роки до Франції і залишає колектив. Дует що залишився дав кілька концертів і зрозумів, що потрібно заповнювати прогалину. І цей пробіл дуже вдало заповнила Аня, яка зайняла місце за клавішами. З її приходом музика стала більш насиченою. А на день Святого Валентина на концерті учасники гурту познайомилися з Ванею, і він якнайкраще вписався в колектив і став повноправним учасником. Буквально через пару репетицій він вже вийшов з нами на сцену. Проте останній свій виступ Ваня разом з Vera Lingua провів на фестивалі «Захід-2013». Також у 2013 році випустили дебютну платівку Terra Movendi, яка складається з 12 треків.
На цей момент в складі гурту лишилося 2 людини — засновники гурту. Тим не менш, Євген та Антон продовжують працювати над новим матеріалом, та виступати. 6 листопада 2014 року вийшов альбом «Sounds of the Earth», який включає в собі 9 інструментальних треків.
Брали участь:
- 2012 — фестиваль «Захід» (Родатичі)
- 2013 — фестиваль «Захід» (Родатичі)
- 2013 — фестиваль «Post Universe II» (Сімферополь)
- 2014 — фестиваль «Space Fest» (Київ)

## Склад

### Теперішні учасники
- Антон Георгієв — гітара
- Євген Постов — барабани

### Колишні учасники
- Ганна Візнюк — синтезатор
- Іван Кравченко — бас-гітара
- Діма — бас-гітара